# بازی (فیلم ۲۰۰۲)
بازی (انگلیسی: Game) فیلمی است که در سال ۲۰۰۲ منتشر شد.